# Father and Son
Father and Son is een nummer van de Britse singer-songwriter Cat Stevens. Het nummer verscheen op zijn album Tea for the Tillerman uit 1970. Op 30 oktober van dat jaar werd het nummer uitgebracht als de eerste single van het album.

## Achtergrond
"Father and Son" gaat over een vader die niet begrijpt waarom zijn zoon een eigen leven wil leiden, terwijl de zoon zichzelf niet goed kan verklaren, maar weet dat het tijd is om zijn eigen bestemming te zoeken. Stevens zingt in een diep register bij het uitbeelden van de vader, terwijl hij een hoger register gebruikt als hij de woorden van de zoon zingt. Het nummer bevat achtergrondzang van Alun Davies, de gitarist en goede vriend van Stevens, die halverwege het nummer begint en bestaat uit simpele woorden als "No" en "Why must you go and make this decision alone". Het nummer bereikte geen hitlijsten in het Verenigd Koninkrijk, maar in Italië en Nederland was het wel populair met respectievelijk een twaalfde en een 28e plaats in de lijsten.
Stevens schreef "Father and Son" als onderdeel van een geplande musical met Nigel Hawthorne genaamd Revolussia, die zich af zou spelen tijdens de Russische Revolutie van 1917 en eventueel ook als film uitgewerkt zou kunnen worden. Het nummer zou gaan over een jongen die zich aan wil sluiten bij de revolutie, tegen de wensen van zijn conservatieve boerenvader. De musical ging uiteindelijk niet door nadat Stevens gediagnosticeerd werd met tuberculose in 1969. Na een jaar revalideren, waarin een tijd sprake was dat Stevens de ziekte niet zou overleven, werd de musical afgelast. "Father and Son" bleef echter bestaan, maar bevatte nu een wijdere context die niet alleen de maatschappelijke conflicten uit Stevens' tijd werden beschreven, maar waarin ook de impulsen van oudere en jongere generaties in het algemeen voorkwamen.
In een interview kort na de uitgave van "Father and Son" beantwoordde Stevens de vraag of het nummer autobiografisch was: "Ik heb mijn vader nooit echt begrepen, maar hij liet me altijd doen wat ik wilde - hij liet mij gaan. 'Father and Son' is voor de mensen die niet kunnen gaan." In een later interview met Rolling Stone vertelde hij dat hij wist dat "Father and Son" en een aantal andere nummers belangrijk zijn voor een groot deel van zijn fans: "Sommige mensen denken dat ik de kant van de zoon koos. Maar hoe kon ik het deel van de vader zingen als ik hem ook niet begreep? Ik luisterde onlangs naar dat nummer en ik hoorde een regel en ik realiseerde mij dat dat de vader van de vader van de vader van de vader van de vader van de vader van de vader van mijn vader was die sprak."
Er bestaan een aantal covers van "Father and Son". Sandie Shaw nam het nummer op in 1972 in een versie die geproduceerd werd door Stevens. Johnny Cash zong het nummer met zijn stiefdochter Rosie Nix Adams in 1974 onder de titel "Father and Daughter". In 2003 nam hij het opnieuw op in duet met Fiona Apple. Acteur Colm Wilkinson nam het nummer op in duet met zijn zoon Aron. Ook werd het nummer opgenomen door Francis Dunnery, Me First and the Gimme Gimmes, Power Slaves, Leigh Nash, Rod Stewart, The Enemy, de cast van Casi Ángeles, Rocky Votolato, de Zac Brown Band en Elizabeth Gillies en Boyzone.

## Versie Boyzone
In 1995 werd "Father and Son" gecoverd door de Ierse boyband Boyzone. Het nummer verscheen op hun album Said and Done. Op 13 november van dat jaar werd het nummer uitgebracht als de vijfde single van het album. Het behaalde de tweede plaats in het Verenigd Koninkrijk en de eerste plaats in Ierland. In Nederland kwam het nummer tot de zevende plaats in de Nederlandse Top 40. In het Verenigd Koninkrijk staat het op de dertiende plaats van best verkochte singles van 1995.

## Versie Ronan Keating en Yusuf Islam
"Father and Son" werd in 2004 gecoverd door Boyzone-zanger Ronan Keating. Het nummer was een van de nieuwe singles op zijn compilatiealbum 10 Years of Hits. Op 13 december van dat jaar werd het nummer uitgebracht als de tweede single van het album. Het nummer bevat daarnaast gastvocalen van Stevens, toen bekend onder de naam Yusuf Islam. Het nummer bereikte de tweede plaats in het Verenigd Koninkrijk. Alle inkomsten van de single werden door Keating gedoneerd aan de Band Aid Trust. "Father and Son" was tevens het nummer dat Keating zong bij zijn eerste auditie voor Boyzone.

## Hitnoteringen

### Cat Stevens

#### Nederlandse Top 40
| Hitnotering: 30-10-1971 t/m 13-11-1971 | Hitnotering: 30-10-1971 t/m 13-11-1971 | Hitnotering: 30-10-1971 t/m 13-11-1971 | Hitnotering: 30-10-1971 t/m 13-11-1971 | Hitnotering: 30-10-1971 t/m 13-11-1971 |
| Week                                   | 1                                      | 2                                      | 3                                      |                                        |
| -------------------------------------- | -------------------------------------- | -------------------------------------- | -------------------------------------- | -------------------------------------- |
| Nummer                                 | 34                                     | 28                                     | 29                                     | uit                                    |

#### Daverende Dertig
| Hitnotering: 30-10-1971 t/m 13-11-1971 | Hitnotering: 30-10-1971 t/m 13-11-1971 | Hitnotering: 30-10-1971 t/m 13-11-1971 | Hitnotering: 30-10-1971 t/m 13-11-1971 | Hitnotering: 30-10-1971 t/m 13-11-1971 |
| Week                                   | 1                                      | 2                                      | 3                                      |                                        |
| -------------------------------------- | -------------------------------------- | -------------------------------------- | -------------------------------------- | -------------------------------------- |
| Positie                                | 28                                     | 24                                     | 23                                     | uit                                    |

#### NPO Radio 2 Top 2000
| Nummer met noteringen in de NPO Radio 2 Top 2000 | '99 | '00 | '01 | '02 | '03 | '04 | '05 | '06 | '07 | '08 | '09 | '10 | '11 | '12 | '13 | '14 | '15 | '16 | '17 | '18 | '19 | '20 | '21 | '22 | '23 | '24 |
| ------------------------------------------------ | --- | --- | --- | --- | --- | --- | --- | --- | --- | --- | --- | --- | --- | --- | --- | --- | --- | --- | --- | --- | --- | --- | --- | --- | --- | --- |
| Father and Son                                   | 284 | -   | 286 | 237 | 352 | 497 | 271 | 259 | 247 | 278 | 214 | 211 | 289 | 460 | 414 | 476 | 512 | 557 | 519 | 713 | 710 | 734 | 827 | 863 | 841 | 784 |

1. ↑  Een '-' betekent dat het nummer niet was genoteerd en een vetgedrukt getal geeft de hoogste notering aan.

### Boyzone

#### Nederlandse Top 40
| Hitnotering: 13-01-1996 t/m 06-04-1996 | Hitnotering: 13-01-1996 t/m 06-04-1996 | Hitnotering: 13-01-1996 t/m 06-04-1996 | Hitnotering: 13-01-1996 t/m 06-04-1996 | Hitnotering: 13-01-1996 t/m 06-04-1996 | Hitnotering: 13-01-1996 t/m 06-04-1996 | Hitnotering: 13-01-1996 t/m 06-04-1996 | Hitnotering: 13-01-1996 t/m 06-04-1996 | Hitnotering: 13-01-1996 t/m 06-04-1996 | Hitnotering: 13-01-1996 t/m 06-04-1996 | Hitnotering: 13-01-1996 t/m 06-04-1996 | Hitnotering: 13-01-1996 t/m 06-04-1996 | Hitnotering: 13-01-1996 t/m 06-04-1996 | Hitnotering: 13-01-1996 t/m 06-04-1996 | Hitnotering: 13-01-1996 t/m 06-04-1996 |
| Week                                   | 1                                      | 2                                      | 3                                      | 4                                      | 5                                      | 6                                      | 7                                      | 8                                      | 9                                      | 10                                     | 11                                     | 12                                     | 13                                     |                                        |
| -------------------------------------- | -------------------------------------- | -------------------------------------- | -------------------------------------- | -------------------------------------- | -------------------------------------- | -------------------------------------- | -------------------------------------- | -------------------------------------- | -------------------------------------- | -------------------------------------- | -------------------------------------- | -------------------------------------- | -------------------------------------- | -------------------------------------- |
| Nummer                                 | 39                                     | 29                                     | 25                                     | 20                                     | 15                                     | 10                                     | 8                                      | 7                                      | 12                                     | 18                                     | 20                                     | 26                                     | 40                                     | uit                                    |

#### Mega Top 50
| Hitnotering: 20-01-1996 t/m 13-04-1996 | Hitnotering: 20-01-1996 t/m 13-04-1996 | Hitnotering: 20-01-1996 t/m 13-04-1996 | Hitnotering: 20-01-1996 t/m 13-04-1996 | Hitnotering: 20-01-1996 t/m 13-04-1996 | Hitnotering: 20-01-1996 t/m 13-04-1996 | Hitnotering: 20-01-1996 t/m 13-04-1996 | Hitnotering: 20-01-1996 t/m 13-04-1996 | Hitnotering: 20-01-1996 t/m 13-04-1996 | Hitnotering: 20-01-1996 t/m 13-04-1996 | Hitnotering: 20-01-1996 t/m 13-04-1996 | Hitnotering: 20-01-1996 t/m 13-04-1996 | Hitnotering: 20-01-1996 t/m 13-04-1996 | Hitnotering: 20-01-1996 t/m 13-04-1996 | Hitnotering: 20-01-1996 t/m 13-04-1996 |
| Week                                   | 1                                      | 2                                      | 3                                      | 4                                      | 5                                      | 6                                      | 7                                      | 8                                      | 9                                      | 10                                     | 11                                     | 12                                     | 13                                     |                                        |
| -------------------------------------- | -------------------------------------- | -------------------------------------- | -------------------------------------- | -------------------------------------- | -------------------------------------- | -------------------------------------- | -------------------------------------- | -------------------------------------- | -------------------------------------- | -------------------------------------- | -------------------------------------- | -------------------------------------- | -------------------------------------- | -------------------------------------- |
| Positie                                | 43                                     | 35                                     | 26                                     | 15                                     | 9                                      | 7                                      | 7                                      | 13                                     | 13                                     | 19                                     | 25                                     | 33                                     | 46                                     | uit                                    |

### Ronan Keating en Yusuf Islam

#### Single Top 100
| Hitnotering: 22-01-2005 t/m 16-04-2005 | Hitnotering: 22-01-2005 t/m 16-04-2005 | Hitnotering: 22-01-2005 t/m 16-04-2005 | Hitnotering: 22-01-2005 t/m 16-04-2005 | Hitnotering: 22-01-2005 t/m 16-04-2005 | Hitnotering: 22-01-2005 t/m 16-04-2005 | Hitnotering: 22-01-2005 t/m 16-04-2005 | Hitnotering: 22-01-2005 t/m 16-04-2005 | Hitnotering: 22-01-2005 t/m 16-04-2005 | Hitnotering: 22-01-2005 t/m 16-04-2005 | Hitnotering: 22-01-2005 t/m 16-04-2005 | Hitnotering: 22-01-2005 t/m 16-04-2005 | Hitnotering: 22-01-2005 t/m 16-04-2005 | Hitnotering: 22-01-2005 t/m 16-04-2005 | Hitnotering: 22-01-2005 t/m 16-04-2005 |
| Week                                   | 1                                      | 2                                      | 3                                      | 4                                      | 5                                      | 6                                      | 7                                      | 8                                      | 9                                      | 10                                     | 11                                     | 12                                     | 13                                     |                                        |
| -------------------------------------- | -------------------------------------- | -------------------------------------- | -------------------------------------- | -------------------------------------- | -------------------------------------- | -------------------------------------- | -------------------------------------- | -------------------------------------- | -------------------------------------- | -------------------------------------- | -------------------------------------- | -------------------------------------- | -------------------------------------- | -------------------------------------- |
| Positie                                | 91                                     | 85                                     | 89                                     | 86                                     | 86                                     | 85                                     | 84                                     | 86                                     | 86                                     | 85                                     | 88                                     | 88                                     | 88                                     | uit                                    |